# NCAA Division I 2012 (pallavolo maschile)
La NCAA Division I 2012 si è svolta dal 3 al 5 maggio 2012: al torneo hanno partecipato 4 squadre di pallavolo universitarie e la vittoria finale è andata per la terza volta alla UC Irvine.

## Squadre partecipanti
- 01)  UC Irvine
- 02)  Southern California
- 03)  Lewis
- 04)  Penn State

## Final Four
|  | Semifinali 3 maggio | Semifinali 3 maggio | Semifinali 3 maggio |                     |   | Finale 5 maggio | Finale 5 maggio | Finale 5 maggio |  |
|  |                     |                     |                     |                     |   |                 |                 |                 |  |
|  | 1                   | UC Irvine           | 3                   |                     |   |                 |                 |                 |  |
|  | 1                   | UC Irvine           | 3                   |                     |   |                 |                 |                 |  |
|  | 4                   | Penn State          | 1                   |                     |   |                 |                 |                 |  |
|  | 4                   | Penn State          | 1                   |                     | 1 | UC Irvine       | 3               |                 |  |
|  |                     |                     |                     |                     | 1 | UC Irvine       | 3               |                 |  |
|  |                     |                     | 2                   | Southern California | 0 |                 |                 |                 |  |
|  | 2                   | Southern California | 2                   | Southern California | 0 | 3               |                 |                 |  |
|  | 2                   | Southern California |                     |                     |   |                 |                 |                 |  |
|  | 3                   | Lewis               | 1                   |                     |   |                 |                 |                 |  |

### Semifinali
| 3 maggio Galen Center, Los Angeles | UC Irvine           | 3 - 1 | Penn State | 18-25, 25-18, 25-15, 25-19 |
| 3 maggio Galen Center, Los Angeles | Southern California | 3 - 1 | Lewis      | 25-18, 25-12, 18-25, 27-25 |

### Finale
| 5 maggio Galen Center, Los Angeles | UC Irvine | 3 - 0 | Southern California | 25-22, 34-32, 26-24 |

## Premi individuali
Al termine della finale viene assegnato il premio di Most Outstanding Player al miglior giocatore della finale e vengono eletti i sei giocatori che fanno parte dell'All-Tournament Team.
| Premio                  | Giocatrice         | Squadra             |
| ----------------------- | ------------------ | ------------------- |
| Most Outstanding Player | Carson Clark       | UC Irvine           |
| All-Tournament Team     | Christopher Austin | UC Irvine           |
| All-Tournament Team     | Connor Hughes      | UC Irvine           |
| All-Tournament Team     | Kévin Tillie       | UC Irvine           |
| All-Tournament Team     | Tony Ciarelli      | Southern California |
| All-Tournament Team     | Geoff Powell       | Lewis               |
| All-Tournament Team     | Joseph Sunder      | Penn State          |